# Hanavský-Pavillon

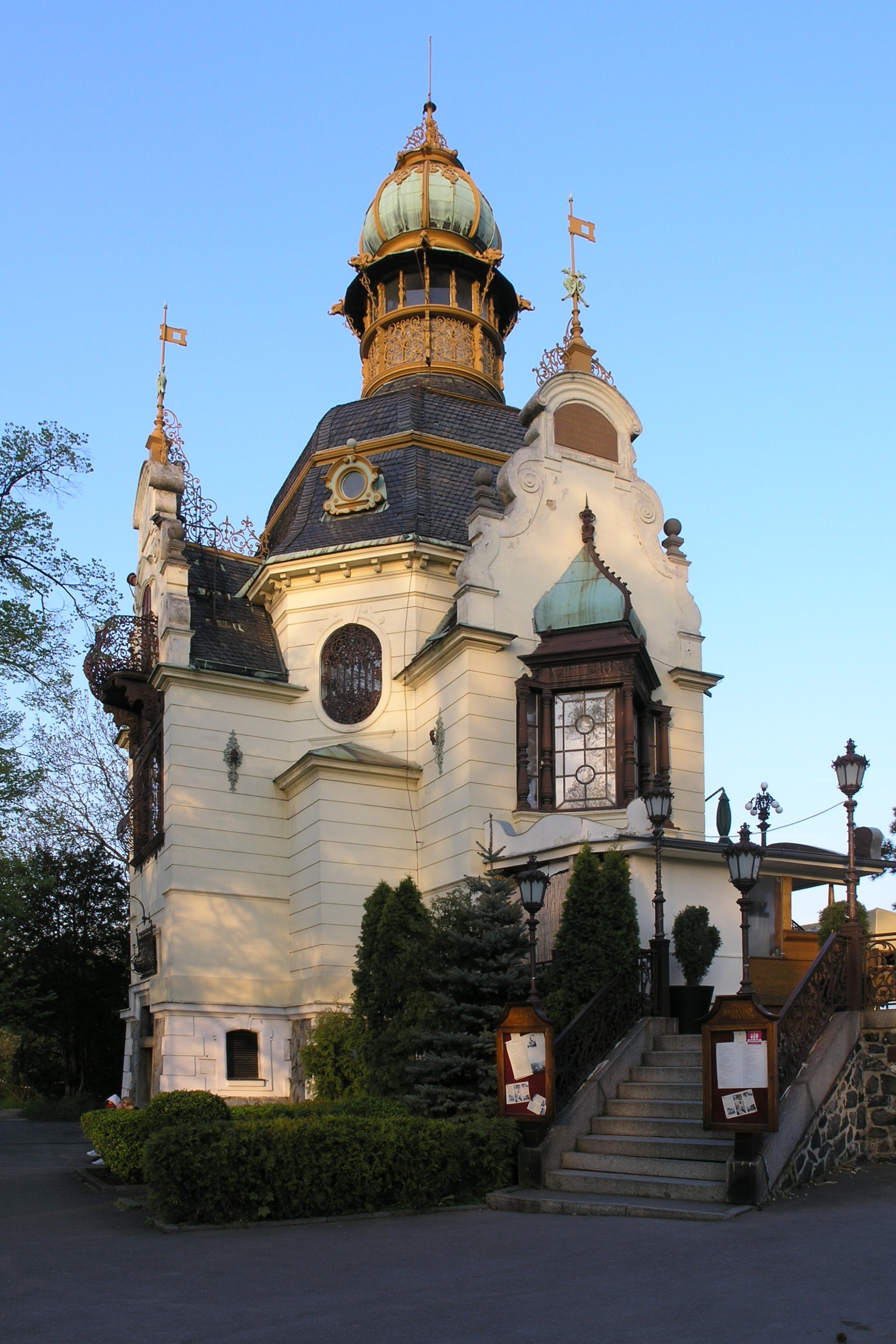
Hanavský-Pavillon

Der Hanavský-Pavillon oder Hanau-Pavillon (tschechisch Hanavský pavilon) ist ein am Rand des Letná-Parks im Prager Stadtteil Holešovice gelegener Pavillon. Für die Prager Jubiläumsausstellung 1891, die anlässlich des hundertjährigen Jubiläums der ersten Industrieausstellung in Prag 1791 stattfand, ist die Gusseisenkonstruktion im Pseudobarockstil entworfen und gebaut worden. Das Exponat wurde von Fürst Wilhelm von Hanau in Auftrag gegeben, der die damals größte böhmische Eisengießerei in Komárov besaß und mit dem Gebäude für seine Produkte warb. Der Entwurf der gusseisernen Konstruktion stammte von dem österreichischen Architekten Otto Hieser, während die dekorativen Elemente von dem Bildhauer Zdeněk Emanuel Fiala nach Entwürfen des Architekten Josef Hercik ausgeführt wurden. Vor dem Ende der Ausstellung schenkte der Fürst von Hanau den Pavillon der Stadt Prag. Das Bauwerk wurde 1898 demontiert, in den Letná-Park verbracht und dort wieder zusammengesetzt. Von 1967 bis 1971 wurde er rekonstruiert und nach alten Fotografien sowie Plänen in seinen Ursprungszustand versetzt. Das Gebäude wurde seitdem als Restaurant genutzt.

## Architektur
Das im reichen niederländischen Barockstil errichtete Gebäude wird von Gusseisen, Mauerwerk, Glas und Stuck geprägt. Die zweiarmige Treppenanlage liegt erhöht und wird von einem kunstschmiedeeisernen Geländer dekoriert. Ebenso kunstvoll sind die Schmiedearbeiten an Erker, Balkon, vergitterten Fenstern und Terrassengeländer ausgeführt. 
Das Innere ist ähnlich künstlerisch gestaltet und reich verziert. In der Mitte des Baus befand sich eine mit Ornamenten geschmückte Säule, umgeben von einer fast sechs Meter hohen Pyramide. Diese bestand aus verschiedenen gusseisernen Produkten der Hanauschen Gießerei. Die Säule krönte ein gusseiserner Adler. Während der Ausstellung befand sich im rechten Anbau ein Fabrikmuseum und auf der entgegengesetzten Seite wurden Exponate der firmeneigenen Berufsschule gezeigt.